# 御園町 (尼崎市)
座標: 北緯34度43分04.845秒 東経135度24分54.147秒 / 北緯34.71801250度 東経135.41504083度

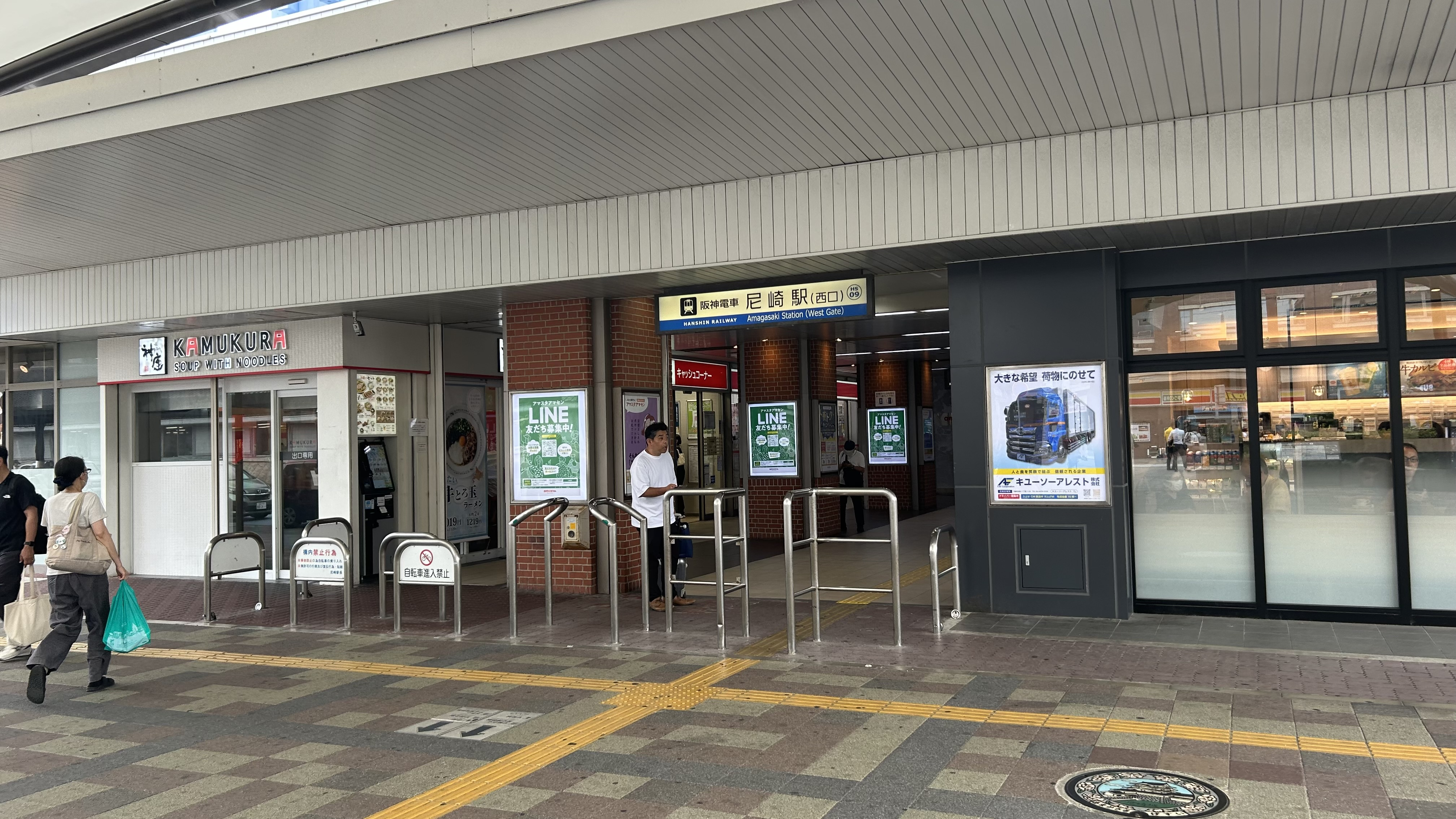
尼崎駅

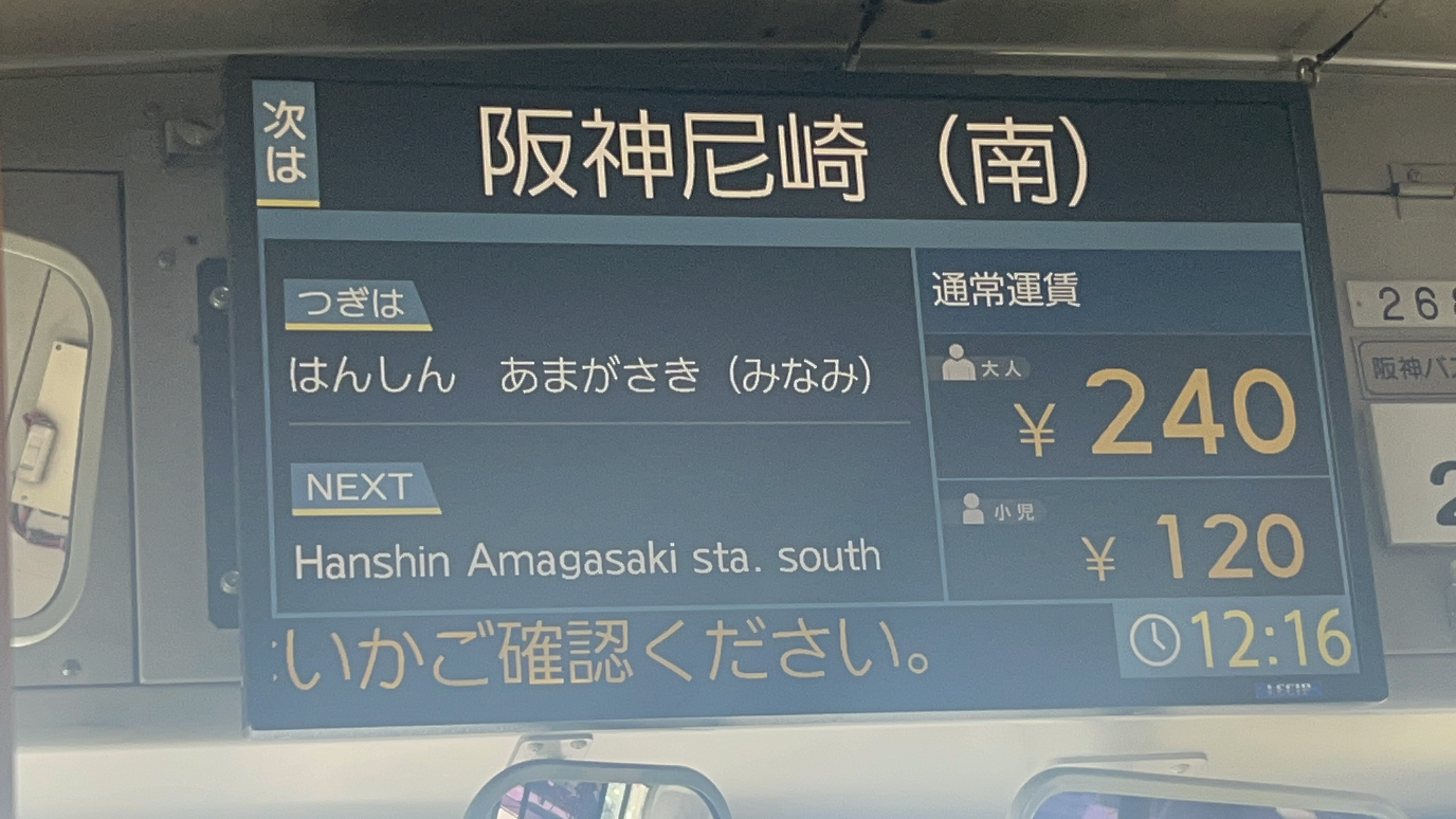
阪神バス阪神尼崎南停留所案内

御園町（みそのちょう）は、兵庫県尼崎市にある町丁。丁目は振り分けられていない。郵便番号は660-0861。

## 地理
東は北城内に接する。西は西御園町に接する。北は神田中通、南は開明町と接する。

## 交通

### 鉄道
- 阪神本線
  - (竹谷町)-尼崎駅-(大物町)
- 阪神なんば線
  - 尼崎駅-(大物町)

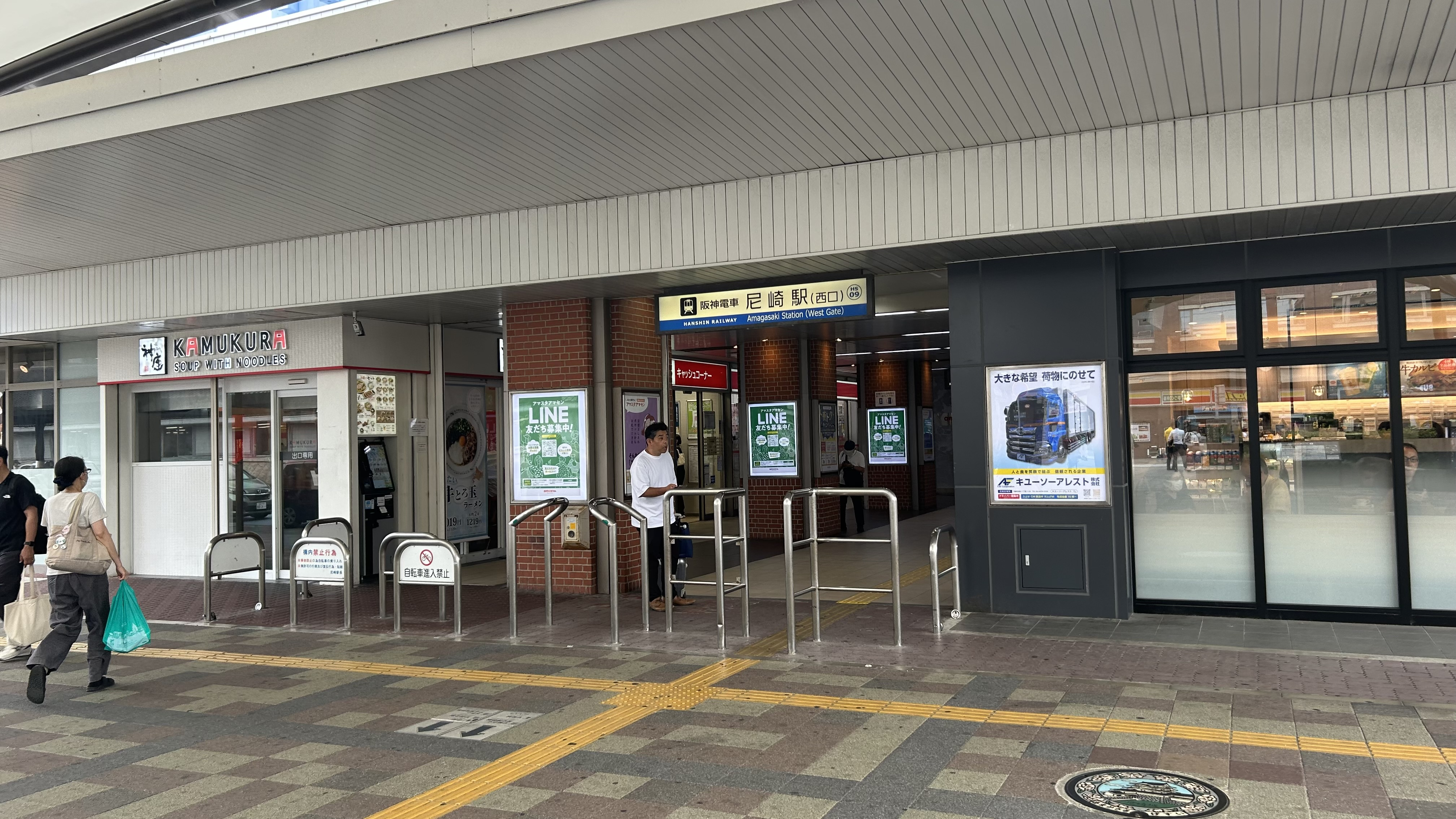
尼崎駅

### バス
| 路線名     | 業者     | 起点     | 町内の停留所      | 終点                    |
| ---------- | -------- | -------- | ----------------- | ----------------------- |
| 70         | 阪神バス | 阪神尼崎 | 阪神尼崎-(西本町) | クリーンセンター第2工場 |
| 尼崎西宮線 | 阪神バス | 阪神西宮 | (昭和通)-阪神尼崎 | 阪神尼崎                |
| 尼崎宝塚線 | 阪神バス | 宝塚     | (昭和通)-阪神尼崎 | 阪神尼崎                |

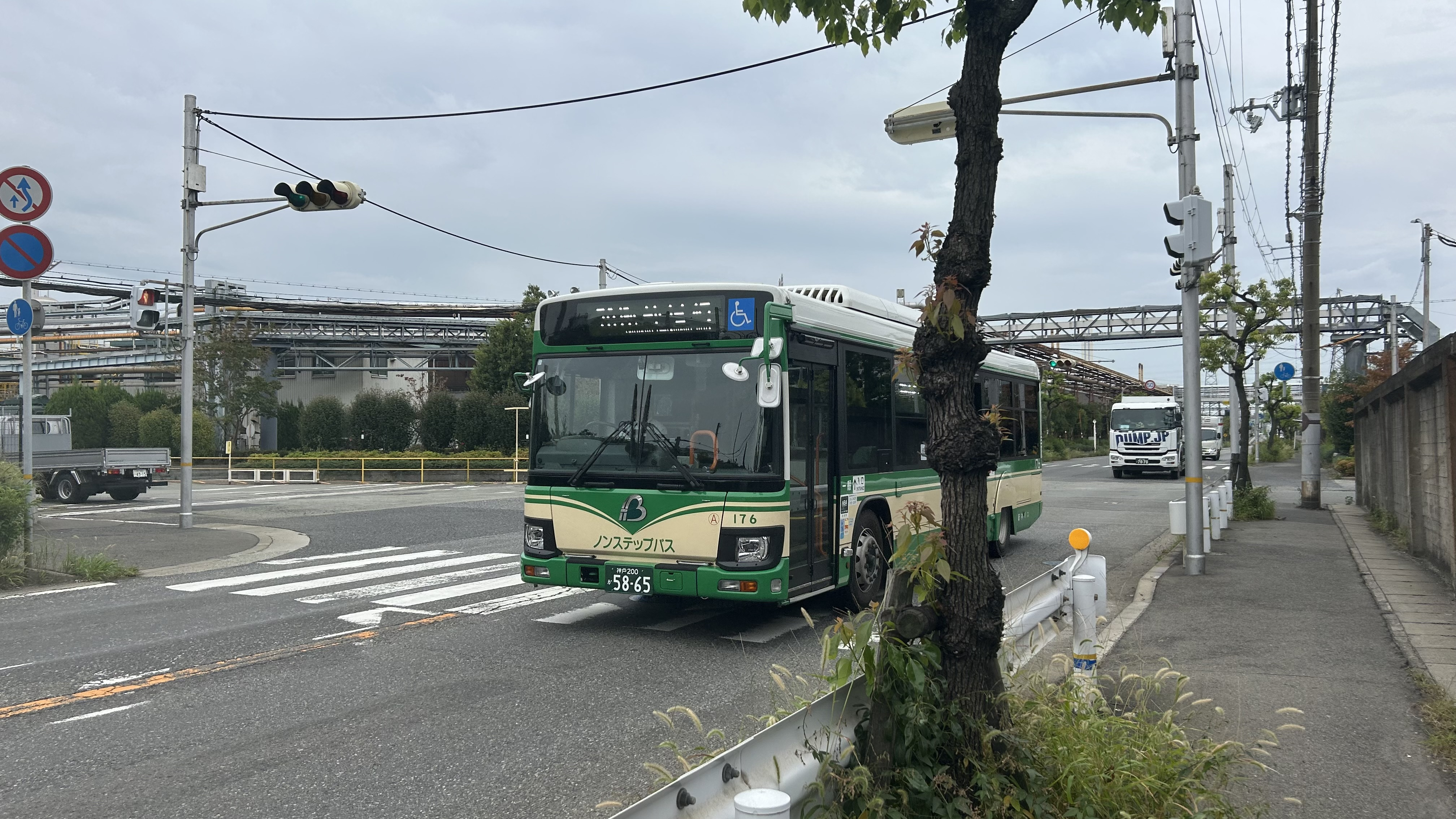
70番
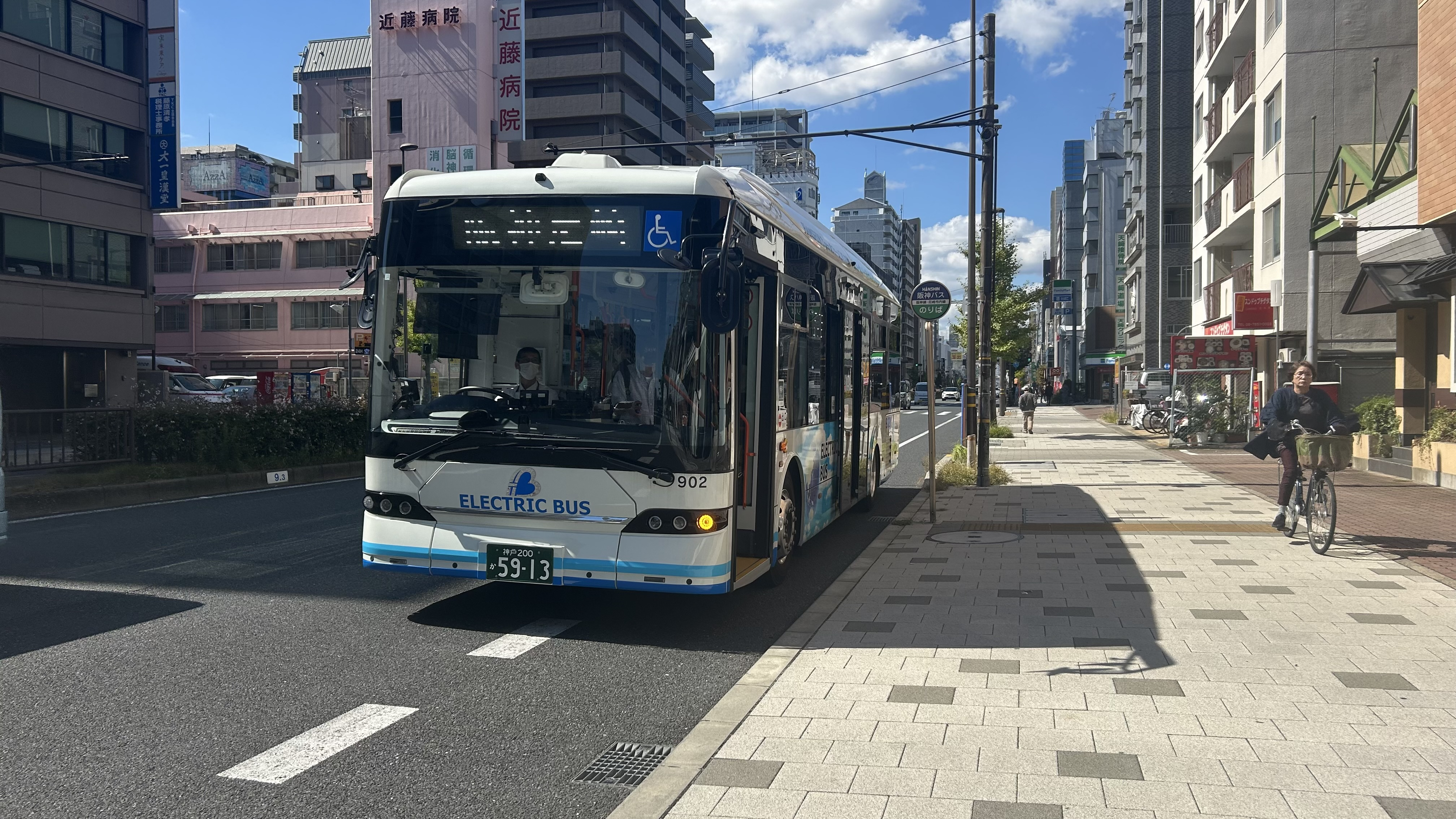
尼崎西宮線

## 校区
出典
| 区域 | 小学校     | 中学校     |
| ---- | ---------- | ---------- |
| 全域 | 明城小学校 | 成良中学校 |

## 施設
※東側から記載
- 尼崎永仁会クリニック
- 尼崎市営駐車場
- きょう整形外科・神経外科クリニック
- デイリーヤマザキ阪神尼崎駅前店
- 東横INN阪神尼崎駅前
- ローソン尼崎駅前店
- まごころ脳神経クリニック